# 清涼寺 (板橋区)
清涼寺（せいりょうじ）は、東京都板橋区にある真言宗智山派の寺院。

## 概要
創建年代は不明である。ただ開山とされる宥長が1019年（寛仁3年）寂とされることや1017年（寛仁元年）寂の良久の墓碑があることから11世紀初頭に創建された可能性がある。江戸時代は赤塚氷川神社の別当寺でもあった。
明治時代になり、寺運衰微して住職不在の時期があったため、小学校「石成学校」の校舎として使われたこともあった。1897年（明治30年）に住職が着任するようになり、ようやく寺勢が回復した。

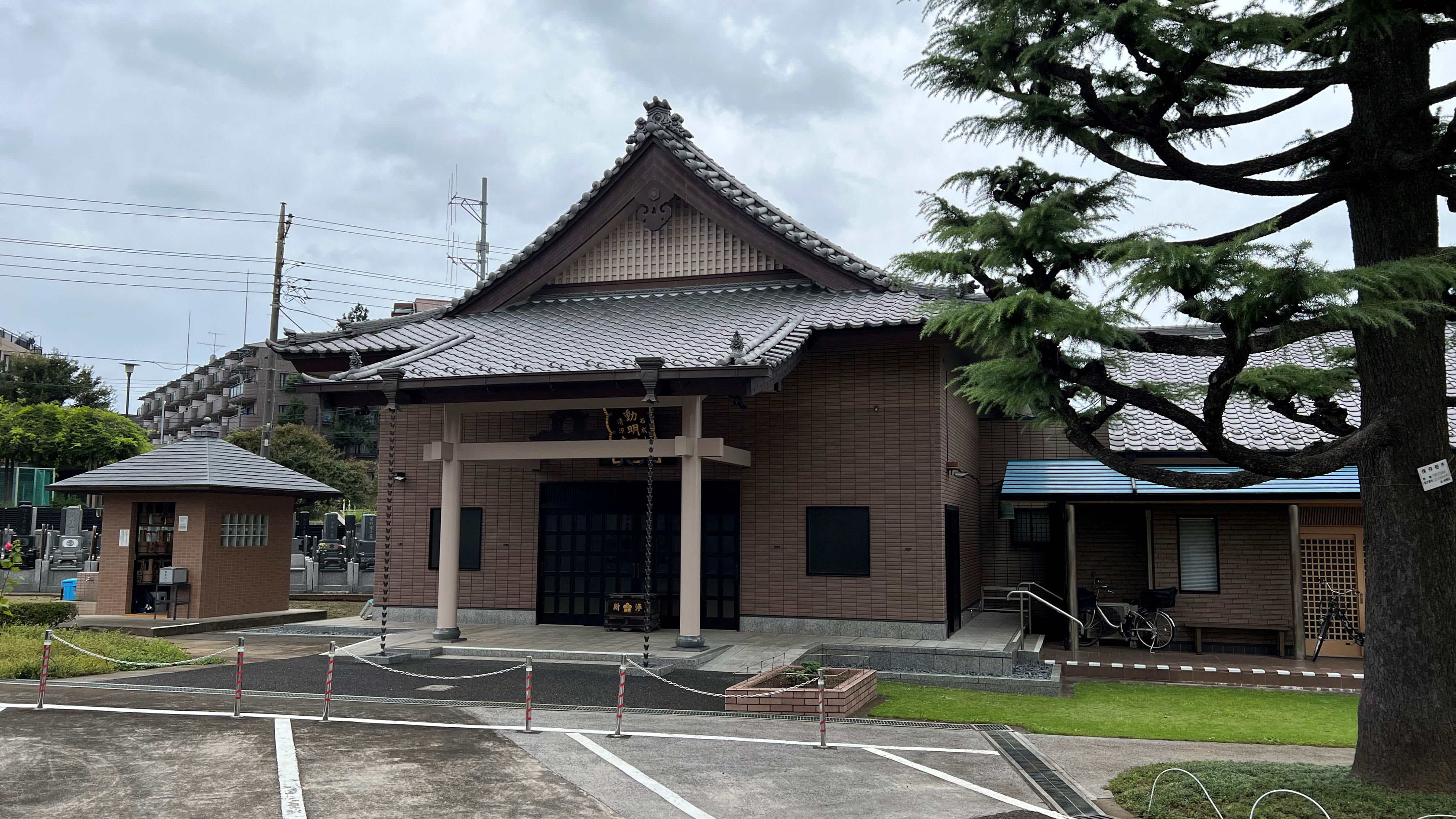
本堂

## 寺宝等
- 不動明王像（本尊）
- 弘法大師坐像
- 興教大師坐像
- 十一面観世音菩薩像
- 大威徳明王立像
- 大般若経600巻
- 半鐘
- 独鈷
- 板碑

## 墓所
- 佐野蔵吉（石成学校校長）及び蔵吉の両親

## 交通アクセス
- 成増駅より徒歩10分。